# Província Alcalina Alto Paranaíba
Província Alcalina Alto Paranaíba

## Introdução
Ao longo das faixas móveis, das bordas oriental e setentrional da Bacia do Paraná, ocorrem intrusões alcalinas e/ou alcalinas/carbonatíticas, que compõem as várias províncias, dentre essas, está a Província Ígnea Alto Paranaíba (PIAP). (Carneiro,et al., 2017).

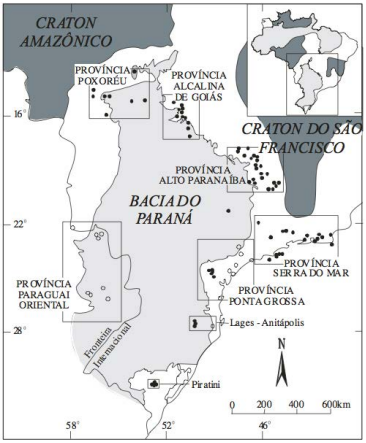
Figura 1: Localização das províncias alcalinas nas margens da Bacia do Paraná. Círculos vazados representam rochas do Eocretáceo e círculos preenchidos representam rochas do Neocretáceo Brod et al, 2004 (apud Godoy, 2015).

Essa província é composta por complexos alcalinos-carbonatíticos atribuídos ao magmatismo ultrapotássico do Cretáceo, que ocorrem no sudoeste de Minas Gerais (Serra Negra, Salitre I, Salitre II, Araxá e Tapira) e sudeste de Goiás (Catalão I e Catalão II). Esse magmatismo se relaciona à atividade de pluma mantélica que formou kamafugitos, kimberlitos, lamproitos e complexos alcalino carbonatíticos que afetou a plataforma brasileira, do fim do Jurássico ao Terciário Inferior, e que teve início com os derrames basálticos da bacia do Paraná. (Godoy, 2015). 
O lineamento do Alto Paranaíba, no qual estão localizados os complexos alcalinos carbonatíticos de Catalão, Tapira e Araxá, coincide com a passagem do hotspot de Trindade entre 87 e 70 Ma. Estes complexos alcalino-carbonatíticos representam a reativação de antigas zonas de fraqueza litosférica no Cretaceo, em resposta às tensões causadas pelo movimento da Placa Sulamericana e ao calor do hotspot de Trindade, considerado desencadeador das intrusões (Almeida, 1983). (Godoy, 2015)
Segundo Herz (1977), um outro hotspot, mais ao sul, que originou Tristão de Cunha, pode ter sido responsável pelo início das erupções Paraná-Etendeka, que levaram ao rifteamento continental e à ruptura entre África e América do Sul. Dados de razões isotópicas de oxigênio apresentados por Toyoda et al. (1994), revelam que o material rico em carbonatos que deu origem aos complexos de Catalão, Tapira e Araxá pode ter sido parte da pluma de Tristão de Cunha (130 Ma) que migrou até as vizinhanças do Cráton São Francisco e permaneceu congelado no manto subcontinental até o segundo evento subsequente (80-70 Ma) que, por sua vez, foi desencadeado pelo desenvolvimento do hotspot de Trindade.

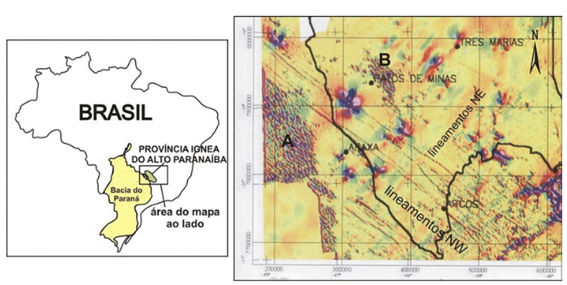
Figura 2: Mapa de localização da Província Ígnea do Alto Paranaíba e do Complexo Alcalino-Carbonatítico do Barreiro de Araxá (anomalia a SW de Araxá) e de Primeira Derivada Horizontal na direção W-E (dT/dx), da região. Borges & Drews, 2001

## Estratigrafia
A Província Ígnea do Alto Paranaíba, trata-se, segundo Gibson et al. 1995, da província máfica potássica e alcalina mais volumosa do mundo, sendo seu volume maior que 15.000 km3. Está comumente associada a uma zona direcional NW-SE de rochas ígneas pertencentes ao Cretáceo Superior. Essa província, com seus 200 km  de extensão coincide com uma sequência de faixas móveis de idades proterozóicas que estão distribuídas ao redor da margem norte da Bacia do Paraná, (dentro da faixa móvel Brasília), além de estar ao lado e sobrepondo a superfície do cráton arqueano do São Francisco (Almeida et al., 1980; Leonardos et al. ,1993).
Assim, a Província Ígnea do Alto Paranaíba, corresponde a uma extensa variedade de corpos ígneos, como diques, pipes, plugs, diatremas, fluxos de lava, depósitos piroclásticos e grandes complexos vulcânicos (Silva, 2008). Ademais, as rochas vulcânicas e vulcanoclásticas kamafugíticas são pertencentes a formação Mata da Corda, além disso , há complexos alcalinos-carbonáticos e pequenas intrusões de rochas alcalinas como kimberlitos, kamafugitos, lamprófiros ultramáficos, conforme descrito pelos autores Gibson el al. 1995; Gomes e Comin-Chiaramonti, 2005; Guarino el at., 2013.

## Estrutural
De acordo com Morais et al., (2008), a Província Ígnea do Alto Paranaíba possui um alinhamento NWSE ao qual coincide com o Arco do Alto Paranaíba que formou-se sobre a Faixa Brasília. Na figura 3 pode-se observar o lineamento  e posição dos pipes nas proximidades do cinturão móvel Faixa Brasília.
As rochas intrusivas alcalinas possuem características físicas que as diferenciam do ambiente encaixante. Os complexos alcalinos-carbonáticos da Província Alcalina Alto Paranaíba apresentam-se como corpos ígneos de filiação alcalina e natureza plutônico-vulcânica que ocorrem sob a forma de sills, diques, plugs e pipes, além de derrames e depósitos de lavas piroclásticas (Godoy, 2015). Alguns diques podem apresentar estruturas anelares e radiais nas proximidades do complexo, entretanto alojam-se na direção NW e NNE em regiões distais ( Moraes et al., 2008). 

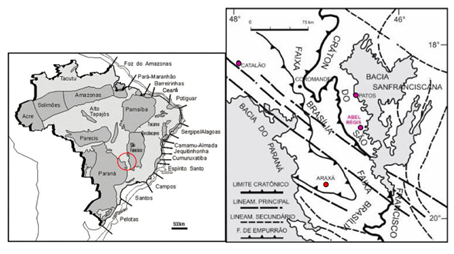
Figura 3: Lineamento e a posição dos pipes nas proximidades da faixa Brasília (Modificado de Alckmin et al., 1993; Rev. Bras. Geof. v 18, São Paulo, 2000. (apud Braga, 2012).

## Metamorfismo
A partir de análises químicas e texturais de xenólitos mantélicos da Província Ígnea Alto Paranaíba (APIP), Nannini (2016), identificou processos de fusão parcial e metassomatismo nas rochas da região de Coromandel (MG), localizada no Alto Paranaíba.
A fusão parcial e o metassomatismo são processos de metamorfismo das rochas, ou seja, há alteração da composição física e química dos minerais. A ocorrência de derrames, presença de intrusões e interação de fluidos ou magmas, justificam o metamorfismo da área. 
Jones et al., 1982, classificou como complexa a origem do metassomatismo, sendo que há possibilidade de que o metassomatismo de infiltração seja processo precursor da fusão parcial do manto superior, podendo gerar magmas kimberlíticos e basálticos alcalinos.  
Para a ampla variedade litológica da região APIP, Guarino et al., 2013, concluiu que tal variação se deve à fusão parcial do manto litosférico metassomatizado.

## Recursos Minerais
Os complexos alcalinos-carbonatíticos da APIP possuem grande importância econômica no Brasil, pois são depósitos minerais formados por processos supergênicos com concentração residual de minerais primários durante o período de intemperismo, com exceção de Jacupiranga, onde são explorados os minerais primários. Sendo os principais bens minerais explorados nestes complexos o fosfato (fluorapatita – Ca5F(PO4)3), nióbio (pirocloro – 12 (Ca,Na)2(Nb,Ti,Ta)2O7) e titânio (anatásio – TiO2). O complexo alcalino-carbonatítico de Tapira apresenta minérios de nióbio e fosfato, e possui o maior depósito de titânio (ilmenita, perovskita, anatásio, titanita, rutilo e leucoxênio) do Brasil (Biondi, 2003). Os processos supergênicos atuantes em Tapira, sobre carbonatitos e rochas ultrabásicas carbonatadas, concentraram residualmente os minerais de minério em zonas e horizontes bem definidos em um manto de intemperismo que chega a atingir 200 m de profundidade (90 m em média). (Godoy, 2015).
Nessa província ocorre a expressiva explotação de nióbio e fosfato (Araxá e Tapira). Também apresenta elevado conteúdo de elementos de terras raras, além de outros bens minerais, como o titânio, ainda sem rota de aproveitamento industrial. A presença desses bens minerais se dá nas suítes carbonatíticas dessa província. Registra-se também, a presença de kimberlitos e outros litotipos vulcânicos pela região. (Carneiro, Santos & Borges, 2017).

## Contexto Geotectônico
A Província Ígnea do Alto Paranaíba (PIAP) situa-se no contexto das intrusões alcalinas e/ou alcalinas/carbonatíticas, compartimentadas em várias províncias, encaixadas ao longo das faixas móveis, das bordas oriental e setentrional da Bacia do Paraná. Desenvolveu-se durante o Cretáceo Superior a partir da superposição de processos tectônicos, decorrente dos efeitos da separação Brasil – África 
Diversos autores relatam esse magmatismo como uma atividade de pluma mantélica que formou kamafugitos, kimberlitos, lamproitos e complexos alcalinoscarbonatíticos que afetou a plataforma brasileira, do fim do Jurássico ao Terciário Inferior, e que teve início com os derrames basálticos da bacia do Paraná (Herz, 1977; Toyoda et al., 1994; Gibson et al., 1995; Santos & Clayton, 1995; Amaral et al., 1997; Thompson et al., 1998; Brod et al., 2000). 
Especificamente no caso da PIAP, as unidades litodêmicas da Faixa Brasília, que suportam as várias suítes magmáticas dessa província, tem a sua evolução tectônica decorrente da colagem neoproterozóica de três fragmentos cratônicos (São Francisco, Paranapanema e Amazônico) quando da aglutinação do supercontinente Gondwana. A ruptura tardia de parte desse supercontinente, após a fragmentação do supercontinente Pangeia, que produziu as plataformas africana e sul-americana, e o arraste tectônico desta plataforma sulamericana sobre a astenosfera para oeste e noroeste, capturou, ao longo desta trajetória, inúmeros pulsos magmáticos, responsáveis pelo plutonismo e vulcanismo superimposto a esse fragmento crustal. Posicionados em diferentes níveis crustais e, ao mesmo tempo, favorecidos por diferentes taxas de intemperismo e erosão, as suítes dos pulsos magmáticos de cristalização plutônica da PIAP contém substanciais reservas e minerais.

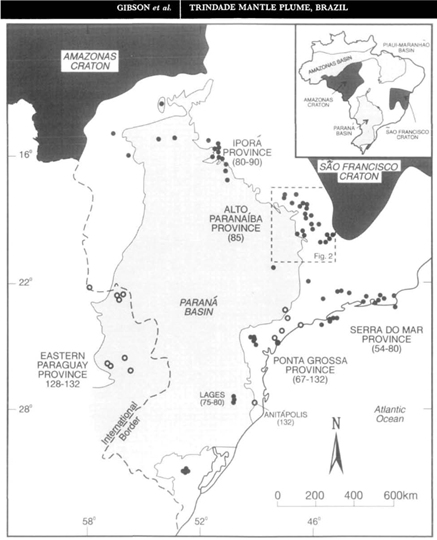
Figura 4: Localização da Província ígnea do Alto Paranaíba e distribuição de outras províncias alcalinas do Cretáceos ao redor da margem da bacia sedimentar do Paraná (modificado de Ulbrich & Gomes(1981) e Schobbenhaus et al. (1984). Imagem retirada do artigo (The Late Cretaceous